# Републикански път III-5071
Републикански път IIІ-5071 е третокласен път, част от Републиканската пътна мрежа на България, преминаващ изцяло по територията на Кърджалийска област. Дължината му е 19,8 km.
Пътят се отклонява наляво при 14,7 km на Републикански път III-507 в северната част на село Чифлик и се насочва на северозапад по долината на река Перперек (ляв приток на Арда). Преминава последователно през селата Мургово, Горна крепост, Стремци, Стремово, Три могили, Бедрово и Драганово и в центъра на село Черноочене се свързва с Републикански път I-5 при неговия 328,8 km.
| Пътища, отклоняващи се надясно (населено място, № на пътя, посока на пътя) | km   | Пътища, отклоняващи се наляво (посока на пътя, № на пътя, населено място) |
| -------------------------------------------------------------------------- | ---- | ------------------------------------------------------------------------- |
| Община Кърджали, III-507, 14,7 km, с. Чифлик ←                             | 0,0  | ← с. Чифлик, 14,7 km, III-507, Община Кърджали                            |
| с. Мургово                                                                 | 3    | с. Мургово                                                                |
|                                                                            | 3,9  | → общински път (за археологически комплекс „Перперикон“)                  |
| (за с. Долна крепост) общински път ←                                       | 4,9  |                                                                           |
| с. Горна крепост                                                           | 5,5  | с. Горна крепост                                                          |
| (за с. Люляково) общински път ←                                            | 7,4  |                                                                           |
| с. Стремци                                                                 | 9,8  | → с. Стремци, 13 km, III-5009 (до гр. Кърджали)                           |
| (от 311,9 km на I-5) III-5009, 12,5 km, с. Стремци →                       | 10,3 | с. Стремци                                                                |
| с. Стремово                                                                | 12,5 | с. Стремово                                                               |
| с. Три могили                                                              | 14,2 | с. Три могили                                                             |
| Община Черноочене                                                          | 15,7 | Община Черноочене                                                         |
|                                                                            | 15,9 | → общински път (за с. Бърза река)                                         |
| с. Бедрово                                                                 | 16,2 | с. Бедрово                                                                |
| (за с. Бостанци) общински път ←                                            | 17,4 |                                                                           |
| (за с. Вождово) общински път, с. Драганово ←                               | 17,7 | с. Драганово                                                              |
|                                                                            | 19,2 | → общински път (за с. Пряпорец)                                           |
| (от гр. Русе) I-5, 328,8 km, с. Черноочене →                               | 19,8 | → с. Черноочене, 328,8 km, I-5 (до ГКПП Маказа - Нимфея)                  |

Забележка
1. ↑  На протежение от 0,5 km (от km 9,8 до km 10,3) Републикански път III-5071 се дублира с Републикански път III-5009 (от km 13 до km 12,5)